# Július Szöke
Július Szöke (sinh 1 tháng 8 năm 1995) là một tiền vệ bóng đá Slovakia hiện tại thi đấu cho Shakhtyor Soligorsk.

## Sự nghiệp câu lạc bộ

### MFK Ružomberok
Szöke ra mắt chuyên nghiệp cho MFK Ružomberok trước MŠK Žilina ngày 22 tháng 3 năm 2014.